# Peggys Cove
Peggys Cove (population : approx. 50 en 2001), aussi connu comme Peggy's Cove de 1961 à 1976, est une petite communauté rurale sur la côte Est de la baie de St. Margarets en Nouvelle-Écosse. Elle fait partie du Halifax métropolitain plus connu comme étant la municipalité régionale d'Halifax. C'est une destination touristique importante pour ses panoramas maritimes, ses immenses rochers et son célèbre phare. C'est également au large de Peggys Cove que s'est écrasé le vol Swissair 111 le 2 septembre 1998 et un monument commémoratif a été érigé à la mémoire des victimes de cette tragédie à 1 km du village.

## Histoire
La communauté porte le même nom que l'anse (cove en anglais) où elle se trouve. Peggy est un diminutif de Margaret en anglais. Le nom peut venir du nom de la baie de St. Margarets, ou, selon certains, d'une pionnière du village, ou même, selon d'autres, d'une survivante d'un naufrage.
Le village fut fondé en 1811 quand la province de Nouvelle-Écosse donna 800 acres de terre à six familles d'origine allemande. Ces gens étaient des pêcheurs mais cultivaient pour suppléer à leurs besoins. Ils utilisèrent les alentours de Peggys Cove pour faire paître leurs vaches. Au début du XIXe siècle, la population atteint son maximum avec 300 habitants, une école, une église, un magasin général, une usine de conservation du homard et des bateaux de différentes tailles.
Plusieurs artistes et photographes découvrirent Peggys Cove et la rendirent célèbre. Bien qu'aujourd'hui la population soit de peu d'importance, elle demeure toutefois toujours active dans la pêche au homard. Mais le tourisme constitue cependant leur principale source de revenus.

### Tourisme
Quand les routes s'améliorèrent, les touristes commencèrent à affluer. Le tourisme a commencé à supplanter la pêche après la Seconde Guerre mondiale. La communauté demeure dans son état ancestral et les autorités municipales et provinciales ont émis un plan d'urbanisme très contraignant pour que cela se perpétue. Le développement résidentiel et commercial est banni et l'accès à la propriété est restreint pour éviter la surenchère des prix. 
Aujourd'hui, Peggys Cove est encore un endroit très populaire pour les touristes. Il y a plusieurs autobus touristiques qui s’y rendent en partance d'Halifax. Il y a un centre d’information touristique et quelques boutiques de souvenirs. Les restaurants qui se trouvent à Peggys Cove sont le café Beales' Baliwick et le restaurant Sou-Wester.

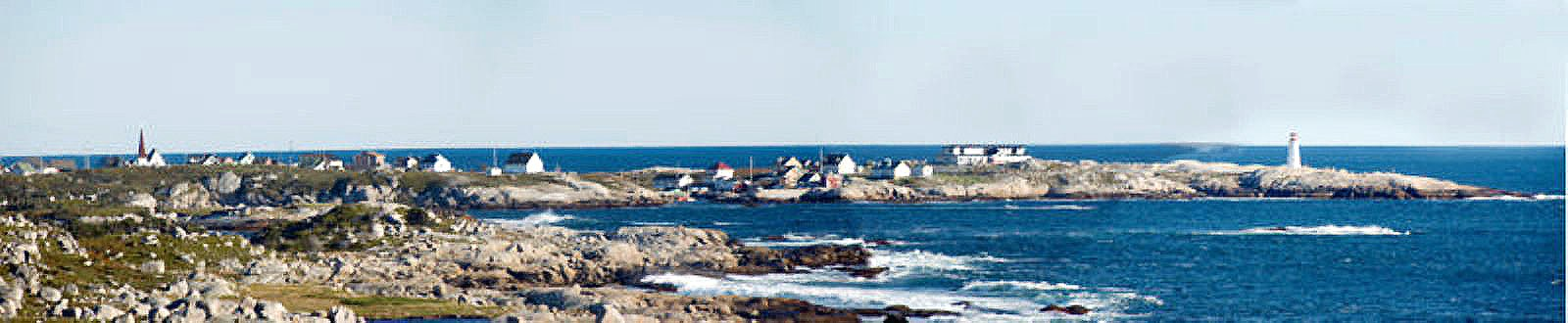
Vue de Peggys Cove depuis The Whalesback, 1 km au nord du village. La baie de St. Margarets est à droite et l'Atlantique à l'arrière-plan.

### William deGarthe
Le sculpteur et peintre William E. deGarthe (en) a passé ses printemps et étés à Peggys Cove durant de nombreuses années à peindre des scènes des gens et panorama du coin.  Une galerie consacrée à ses œuvres est ouverte du 1er mai au 31 octobre chaque année. À l'extérieur, on peut admirer un rocher de granite sculpté par De Garthe Outside et qui a pour titre : « Un monument à la mémoire du pêcheur néo-écossais ». On y voit 32 pêcheurs, leurs épouses et enfants enveloppés par les ailes d'un ange gardien. Le parc provincial William E. deGarthe se trouve également dans le village. C'est un endroit pour faire des pique-niques.

## Géographie
Peggys Cove est 43 kilomètres au sud-ouest du centre-ville d'Halifax et est l'un des nombreux villages de pêche de la région de la péninsule de Chebucto (en). On y retrouve une côte très rocheuse dont les gros rochers de granite sont arrondis par l'océan Atlantique. 

### Géologie
Il y a plus de 400 millions d'années, durant le Dévonien, le mouvement des plaques tectoniques permit à du magma de remonter en surface. Celui-ci forma les roches que l'on voit à Peggys Cove et qui forment le batholite de la province rocheuse de Grande Nouvelle-Écosse. Par la suite, le paysage fut sculpté par les glaciers et l'érosion des vagues.
Il y a 20 000 ans, le front des glaciers descendit de l'Arctique canadien et atteignit la côte est. Par ses avancées et reculs, le glacier a creusé le sol et a mis à nu la roche-mère. À la fin de la période glaciaire, la fonte de ces masses énormes de glace fit monter le niveau de l'océan qui envahit ainsi la région maintenant creusée de baies, d'anses et de collines basses. Des roches erratiques de granite dévonien amenées par les glaciers depuis l'intérieur des terres se sont également déposées.
Les traces des glaciers, et ces granites, forment le panorama de Peggys Cove qui continue d'être façonné par la mer. Cet endroit a été déclaré site de conservation en 1962, par le Peggys Cove Commission Act, pour éviter tout développement pouvant nuire à sa beauté naturelle. Huit cents hectares, depuis Indian Harbour jusqu'à West Dover, font partie de ce site, incluant des zones rocailleuses, des tourbières, des étangs et une côte granitique.

### Océan Atlantique
L'amplitude des marées de l'océan Atlantique à Peggys Cove varie de 1,5 à 2 mètres. Sa température est de 10 à 15 degrés Celsius en été et de 0,5 à 4,5 degré en hiver ce qui empêche une trop grande variation de température le long de la côte. Le plateau continental au large de Peggys Cove descend doucement ce qui aide à une grande diversité de la vie marine. Les eaux froides du courant du Labrador passent le long de la côte alors que le Gulf Stream réchauffe les eaux à plus de 200 km au large. La rencontre de ces deux courants amène dans le secteur des espèces tant arctiques que tropicales à la baie de St. Margarets. Ceci inclut le thon bleu, les dauphins à flancs blancs et à becs, une variété de pinnipèdes, la tortue luth et la baleine franche qui sont sur la liste des espèces en danger.

## Phare

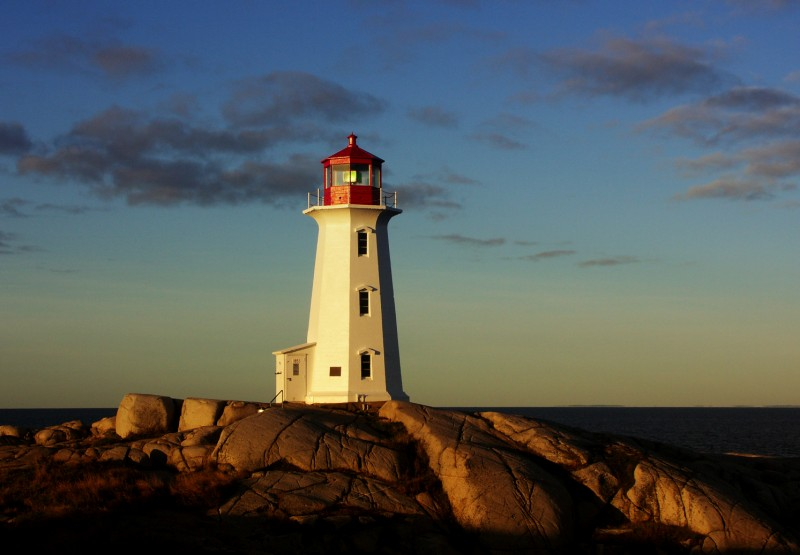
Phare de Peggys Point.

Peggys Cove est l'une des attractions touristiques les plus fréquentées de Nouvelle-Écosse et son phare est sans conteste son point central. Il fait partie de l'itinéraire touristique de la Route des Phares et marque l'entrée orientale de la baie de St. Margarets. 
C'est une tour classique rouge et blanche dont le phare automatisé est exploité par la Garde côtière canadienne. Il se situe au bout d'une avancée rocheuse à Peggys Point, juste au sud du village et de l'anse. Le phare est l'une des structures les plus photographiées des Provinces maritimes. On peut visiter les alentours bien que de nombreuses affiches avertissent des dangers causés par les vagues s'y brisant.
Le premier phare y fut construit en 1868. C'était une maison en bois surmontée d'une balise. Chaque soir, le gardien allumait la lampe à pétrole dans un réflecteur catadioptrique donnant un faisceau rouge pour marquer l'entrée de la baie. Il fut remplacé par la tour actuelle, en béton armé et de forme octogonale comme son ancêtre, en 1914. Il a près de 15 mètres de hauteur. La maison de bois fut conservée comme habitation du gardien jusqu'au passage de l'ouragan Edna en 1954. Le phare fut automatisé en 1958 et on changea la couleur rouge pour blanc. À la fin des années 1970, la couleur fut changée en vert.

## Vol Swissair 111
Le 2 septembre 1998, le vol Swissair 111 s'est abimé dans la baie de St. Margarets. Le site de l'écrasement est à mi-chemin entre The Whalesback, 1 km au nord-ouest de Peggys Cove, et Bayswater, de l'autre côté de la baie sur la péninsule de Aspotogan. Un monument aux victimes a été érigé à chacun de ces deux endroits. 

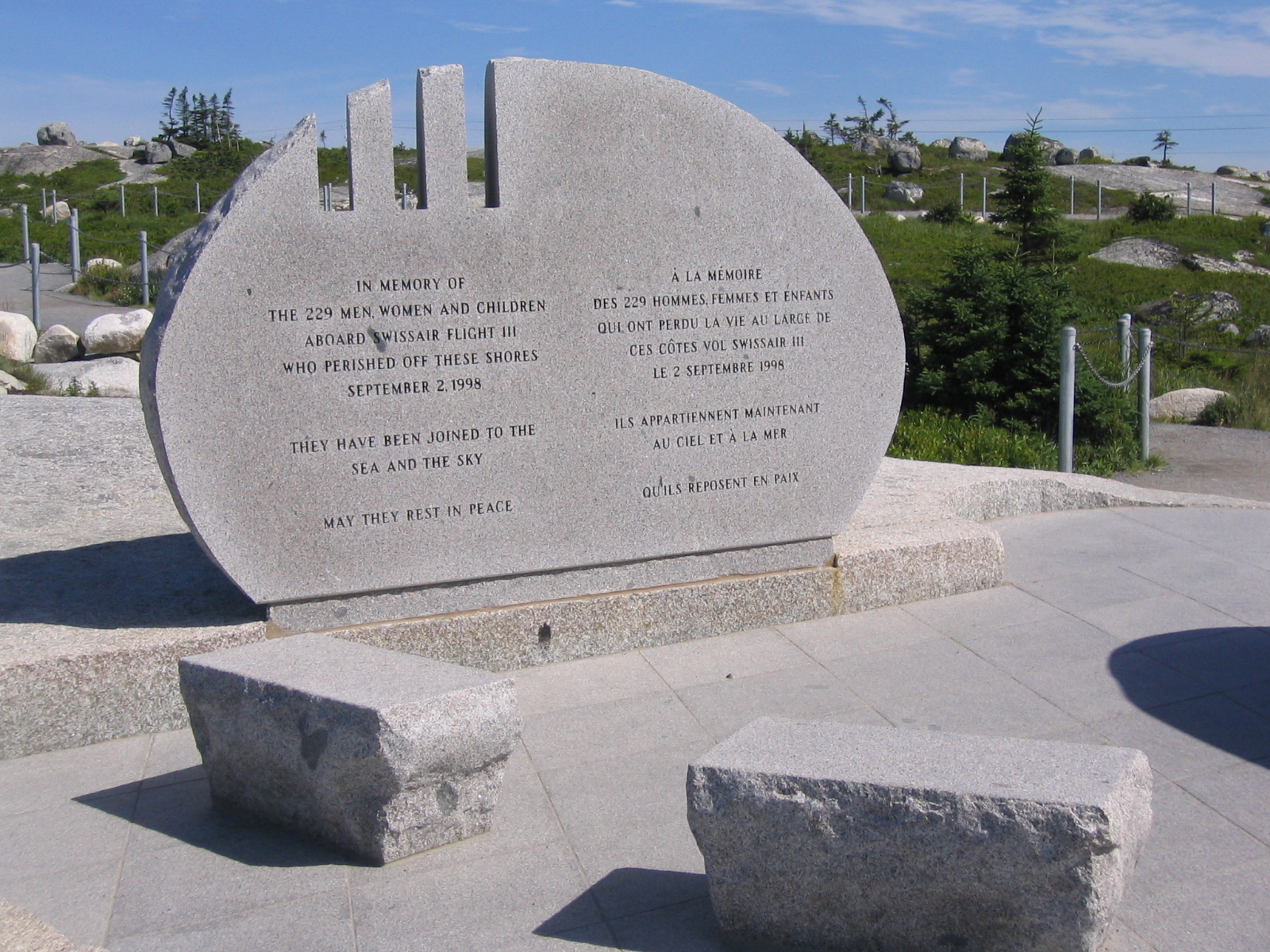
Monument aux victimes du Vol l11 de Swissair près de Peggys Cove.

Le monument à The Whalesback comporte une plaque qui dit en français et en anglais : « à la mémoire des 229 hommes femmes et enfants à bord du Vol 111 de Swissair qui ont perdu la vie au large de ces côtes le 2 septembre 1998. Ils appartiennent maintenant au ciel et à la mer. Qu'ils reposent en paix. »
Le lieu de l'écrasement et les deux monuments forment un triangle. Trois encoches sur le monument de The Whalesback forment le chiffre 111 et la vue depuis celles-ci pointe vers le site de l'écrasement. Les marques sur une roche adjacente pointent vers le monument de Bayswater.  À ce second monument, on retrouve le nom des 229 victimes et une roche pointant vers le site de l'écrasement.